# Distretto di Mikatakaminaka
Il distretto di Mikatakaminaka (三方上中郡, Mikatakaminaka-gun?) è uno dei distretti della prefettura di Fukui, in Giappone.
Attualmente fa parte del distretto solo il comune di Wakasa.